# 中国大陆房地产业
中国大陆房地产业起步于改革开放以后的住房商品化政策，自1998年城镇住房制度改革以来已成长为国民经济的重要支柱产业，房地产业增加值占GDP比重由2000年的4.1%上升至2020年的7.3%，若将与房地产业高度关联的制造业、建筑业、金融业、服务业等上下游产业链计算在内，比重更超过20%。土地出让金和房地产专项税收是地方政府财政收入的重要来源。中央政府的调控政策和地方政府的干预对房地产市场产生着巨大影响。

## 历史

### 改革开放以前

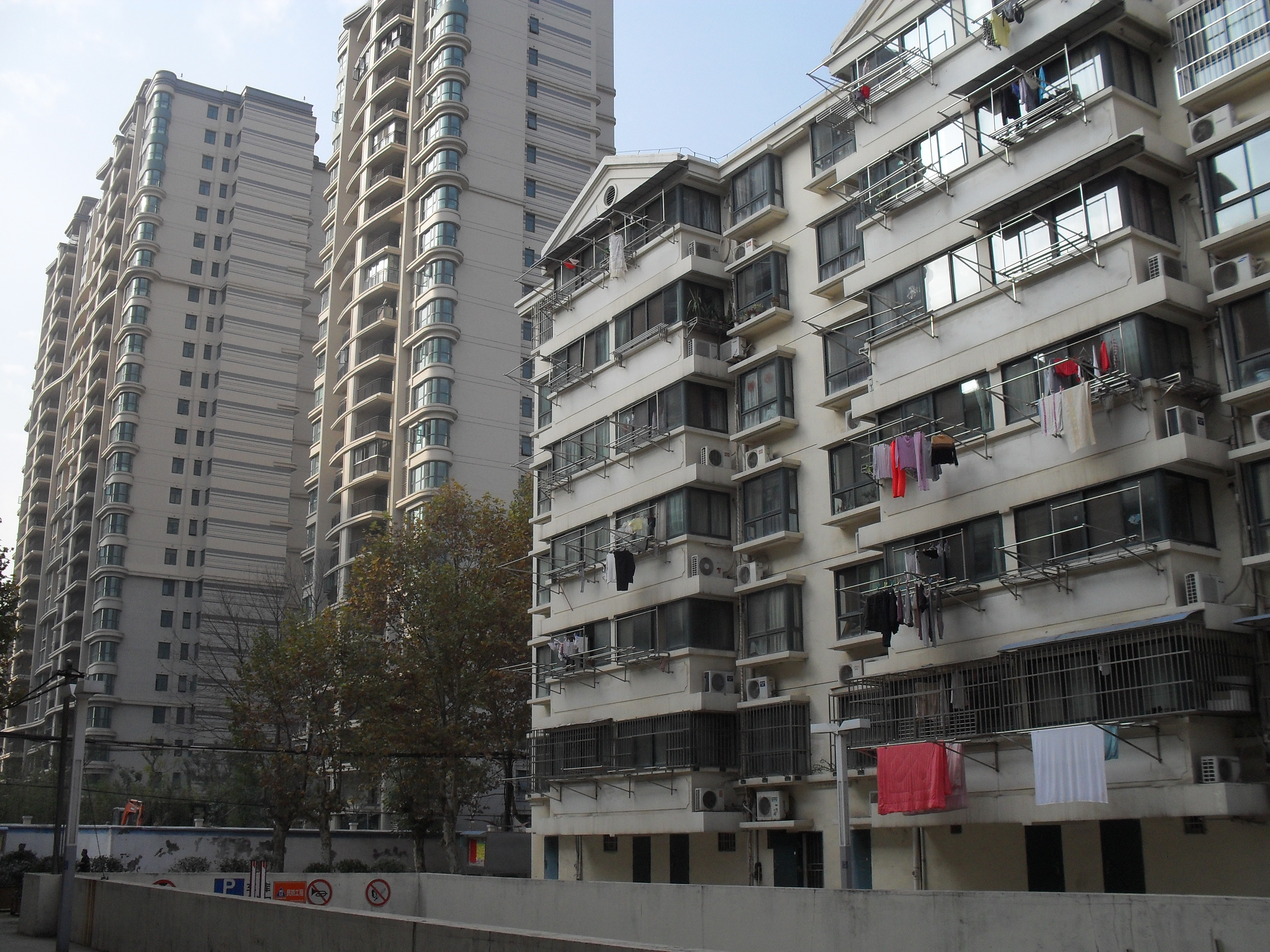
南京旭光里单位分配的老小区与旁边商品房住宅

中国现代的房地产企业起步于19世纪中期，1840年鸦片战争后列强相继在上海、广州、天津等地设置租界，大规模人口流入导致租界住房压力激增，因而中外商人均参与到了抬高地价、高价出售或出租新房的房地产行业中。比及1920年代独立房地产更是已经取代房产业主的经租账房和经租处成为了中国房地产行业的主体，中国房地产在1937年抗日战争全面爆发前蓬勃发展。1945年抗战结束，房地产随着战时迁移人口回乡而短暂发展，不就1946年第二次国共内战爆发后房地产逐渐进入了衰弱。直到1949年中华人民共和国建立之前，外国在华拥有房产面积达1000多万平方米，分布在上海、南京、北平等大中城市，分属英美等34国。
1949年建国以后直到1978年，中华人民共和国实行全面的公有制经济，城市土地全面国有化，中華民國政府及其军政要员所有房产全部充公，属于外国的地产也一律收归国有，其余则以接管、征用、抵债、收购等方式转为国有，公有房产由政府部门负责统一管理，私有房产最初允许少量合法经营，但在随后的三大改造和1958年政府赎买中全部充公，至此作为独立经济部门的房产行业已不复存在。1978年改革开放之前，中国大陆实行集中计划经济，对于生产性房产国家计划投资建设并无偿拨给，对于非生产性住房及职工住宅也由国家统一负责、统一建房、统一分配使用。城镇居民住房实行福利分房与配给制，主要“等国家建房，靠组织分房，要单位给房”，住房投资建设渠道单一，数量有限，导致需求与供给严重失衡。长期实行的低租金政策，也使政府和企业都背上沉重的财务负担，在缺乏资金且资源配置效率较低的条件下，居民多居住于拥挤的筒子楼，城市住房压力日益紧张。

### 住房商品化开启
1978年9月，在全国城市住宅建设会议上，国务院副总理谷牧传达邓小平关于解决住房问题的指示，“希望路子能宽些，譬如允许私人建房或者私建公助，分期付款；把个人手中的钱动员出来，国家解决材料。”1979年10月，全国第一个商品住宅项目广州“东湖新村”获批动工。1980年1月，经济特区深圳诞生了中国第一份合作建房合同，及中国大陆第一家房地产企业——深圳经济特区房地产公司。4月2日，邓小平发表了《关于建筑业和住宅问题的谈话》，定下了“房子是可以卖的”的原则，提出“城镇居民可以自己购买房屋，也可以自己盖房。不但新房可以出售，老房子也可以出售；可以一次付款，也可以分期付款，十年、十五年还清。”邓的谈话引起巨大反响。1980年5月5日，时任国家建筑工程总局局长的肖桐在国家建工总局成立大会上第一次提出住房商品化方针：“今后房屋建筑向商品化发展，一般民用建筑，首先是住宅，要积极推行由建筑企业包建，按套定价出售，采取交钥匙的办法。大城市和工业集中地区可以试办开发公司，从规划设计开始，成套地建房卖房。”1980年6月，中共中央、国务院在批转《全国基本建设工作会议汇报提纲》中，正式允许实行住房商品化政策，“准许私人建房、私人买房、准许私人拥有自己的住宅。”到10月，全国已经有128个城市和部分县镇开展了私人购买、建造住宅的工作。
1981年1月16日经国务院批准组建，国家建筑工程总局和中国建设银行联合组建了中国房地产开发集团有限公司（简称“中房”），肖桐任董事长。这是中国第一家全国性房地产开发公司。
1984年，各地负责房地产开发的“城市建设综合开发公司”开始实行政企分开，1984年，国务院颁发的《关于改革建筑业和基本建设管理体制若干问题的暂行规定》，明确提出“大中城市都要逐步扩大商品化住宅建设，建设周转资金由建设银行贷款、企事业单位集资等多种渠道解决”。当年，《国民经济行业分类标准和代码》首次正式将房地产业列为独立行业。
1987年，深圳在全国率先推行土地使用制度改革，9月，深圳市人民政府首次以协议方式出让面积为5321平方米的土地（现中航北苑所在地）给中国航空技术进出口总公司深圳工贸中心，地价款为106万元，创下全国土地协议出让形式先河。12月1日，深圳市人民政府首次公开将位于罗湖区布心路翠竹新村一块面积8588平方米、用于兴建住宅的用地进行公开拍卖，为中国大陆历史性首次以公开拍卖的方式有偿转让国有土地使用权，最后由深圳经济特区房地产公司以525万元的价格成交，并建成中国大陆首次采用按揭贷款方式出售的商品房小区“东晓花园”。1988年4月12日，七届全国人大第一次会议通过宪法修正草案，将宪法第十条第四款“任何组织或个人不得侵占、买卖、出租，或者以其他形式非法转让土地”修改为“任何组织或个人不得侵占、买卖或者以其他形式非法转让土地。土地的使用权可以依照法律的规定转让”，在宪法层面承认了土地使用权的商品属性。1990年5月，国务院颁布了《城镇国有土地使用权出让和转让暂行条例》，开始在全国实施土地有偿出让制度。1991年5月，上海探索实施住房公积金制度，并尝试向全国推广。
1992年，在邓小平发表“南方谈话”后，中国大陆的房地产业迎来首次爆发浪潮，房地产公司数量翻了三番，商品房销售额比上一年增长了80％。新兴的经济特区海南更掀起房地产热，最高峰时曾聚集5600多家房企。1993年6月23日，时任国务院副总理的朱镕基突然发表讲话，宣布终止房地产公司上市，全面控制银行资金进入房地产业。国务院发布《关于当前经济情况和加强宏观调控意见》，海南房地产泡沫随即破灭，遗留下大批烂尾楼和银行坏账，中国大陆的房地产市场一度陷入低潮。

### 高速发展时期
到了1997年，为应对亚洲金融危机冲击，中央计划将房地产业培育成经济的新增长点。1998年7月，国务院发布《关于进一步深化住房制度改革加快住房建设的通知》，要求彻底停止住房实物分配，逐步实行住房分配货币化，实施数十年的福利分房制度被废止。
随着中国加入世界贸易组织，经济起飞带来国民家庭收入快速增长，大量农村人口涌入城市，城市化进程加速，释放了巨大住房需求，中国大陆房地产市场迅速升温，房价涨幅迅速，各地掀起“炒房热”，2003年6月5日，中国人民银行颁布121号文件《关于进一步加强房地产信贷业务管理的通知》，规定开发企业申请银行贷款其自有资金应不低于开发项目总投资的30%，商业银行只能对购买主体结构已经封顶住房的个人发放个人住房贷款，并且提出了首套房提高首付、利率上浮等概念，震动房地产业界，加上同年“非典”爆发使得中国经济增长速度受压，楼市开始遇冷。2003年8月，国务院出台了《关于促进房地产市场持续健康发展的通知》，将房地产定位为国民经济的支柱产业，将促进房地产市场持续健康发展作为促进消费、扩大内需、拉动投资增长的有力措施。受此影响，全国房价止跌回升。
2004年7月，国土资源部、监察部联合下发通知，规定不得再以历史遗留问题为由采用协议方式出让经营性土地使用权，国有土地使用权要以公开的招标、拍卖、挂牌出让方式进行。
2005年，国务院要求“抑制房价过快上涨势头”，相继出台《关于切实稳定住房价格的通知》（“国八条”）和《加强房地产市场引导和调控的八条措施》（“新国八条”）。
2006年，房地产调控的手段和重点转向调整住房供应结构，规定新增的住宅供应必须符合“90/70标准”。但在密集出台的调控政策下，房价仍然呈快速上升趋势。
2007年9月，央行、银监会联合下发《关于加强商业性房地产信贷管理的通知》，将购买二套房的贷款首付款比例提高至40%以上，并提高相应贷款利率，市场观望情绪浓厚，楼价开始出现松动。
2008年，美国次贷危机爆发，全国房地产行业迅速降温，量价齐跌。政府推出大规模四万亿刺激计划，对房地产行业全面松绑，房价重回上升轨道。在宽松的货币政策下，房地产业出现局部过热现象，房价上涨趋势加快。
2010年4月，国务院出台《关于坚决遏制部分城市房价过快上涨的通知》（“国十条”），实行更为严格的差别化住房信贷政策。9月，国土资源部和住建部发布《关于进一步加强房地产用地和建设管理调控的通知》，从住房用地方面进行调控。全国房地产市场开始出现略显低迷的横盘状态，不同城市的房价走势开始出现分化，一二线城市仍“量稳价增”，三线以下城市需求总体乏力，受库存商品房压力的影响，直到2015年，全国房地产投资同比增幅再度出现持续下滑。

### 堅定推動房住不炒与控制债务危机
2015年底举行的中央经济工作会议首次将房地产问题列为单独任务进行表述，强调“要努力化解房地产库存，取消过时的限制性措施”，在降低首付比例、发放购房补贴、税收优惠、推进棚户区改造货币化安置等一系列政策利好下，房地产市场气氛炽热，商品住宅销售创出历史新高，各地房价出现翻倍式增长。
2016年底隨著這輪暴漲，中共中央总书记习近平在中央经济工作会议上提出要坚持“房子是用来住的，不是用来炒的”的定位，要求回归住房居住属性，为之后的中国房地产业发展定下基调，各地出台严厉管控政策，全国楼市开始进入“五限时代”（限购、限贷、限售、限价、限商）。
2010年代以来，中国房地产业界普遍盛行激進的“高负债、高杠杆、高周转”开发經營模式，在提高财务杠杆基础上最大限度压缩项目开发周期，幾度遇到低潮都很快回歸增長，故务求迅速扩大銷售规模，亦为金融市场带来巨大的潜在风险。2020年8月，央行、住建部出台了针对房地产企业融资管理的“三道红线”政策（即剔除预收款的资产负债率不得大于70%、净负债率不得大于100%、现金短债比不得小于1倍），对逾越指标的房企负债规模进行限制。同年12月31日，央行、银保监会又宣佈銀行發放的個人以及企業的房地產貸款佔比不得超過總發放貸款的40%。加上受到新冠疫情影响，房地产销售趋缓，部分依赖融资带来流动性的房企频繁出现资金链断裂、债务违约情况，而房地产龙头企业恒大集团更爆发了重大债务危机。
2021年，中國房價達到最高點後進入熊市，有21座三、四線城市為阻止房價下跌而出台限跌令。
2022年，在“防范化解房地产市场风险”的前提下，各地开始逐渐松绑房地产限制性政策，浙江衢州成为全国首个取消房产限购、限售的城市。河南鄭州則是當年中國首個全面放松限购限贷的城市。
2022年，中国大陸的地產商因資金短缺導致各地出現爛尾樓。6月30日，江西省景德鎮市一處爛尾建案業主公告「強制停貸告知書」，表示開發商未能在規定日期向業主交付房屋，並且拖延時間已長達數月，且仍在停工，若開發商未能即時全面復工並交屋，屋主將停止向銀行償還貸款。此後各地烂尾楼业主纷纷发布《强制停贷告知书》，同樣宣布预售房建商若不按时复工，他们将停止偿还银行贷款和利息。截至7月12日，中国22个城市的35个住宅项目购房者已经决定停止偿还按揭贷款。7月14日，多家銀行表示涉及爛尾樓的业务规模较小，总体风险可控。银保监会有关部门负责人表示将引导金融机构市场化参与风险处置，加强与住建部门、中国人民银行工作协同，支持地方政府推进“保交楼、保民生、保稳定”工作。當局同時呼籲银行向开发商提供更多信贷。

### 房地产下行
2022年7月28日，中共中央政治局召开会议，習近平表示支持刚性和改善性住房需求，要保交楼、稳民生。
2022年1-7月份，销售额排前100位的房企销售额同比下降47.3%，百强房企权益销售面积均值同比下降52.2%。2022年10月1日至2023年12月31日，中國大陸出售自有住房并在现住房出售后1年内，在市场重新购买住房的纳税人，对其出售现住房已缴纳的个人所得税予以退税优惠。2022年10月1日起，中国人民银行下调首套个人住房公积金贷款利率0.15个百分点，5年以下（含5年）和5年以上利率分别调整为2.6%和3.1%。2022年10月起至2023年年底前，换房纳税人可享退税政策。2022年11月23日，中国人民银行、银保监会公布《关于做好当前金融支持房地产市场平稳健康发展工作的通知》，推出16条金融举措。同年起中國有城市出台二手房“带押过户”政策，卖方尚未还清购房贷款就能將房屋出售。
2023年起，河南所有预售商品房项目实施交房即交证。2023年1月起，新建商品住宅销售价格环比和同比连续3个月均下降的城市，可阶段性维持、下调或取消当地首套住房贷款利率政策下限。
2023年5月5日，苏州昆山住建局表示，昆山嘉宝网尚置业有限公司在其开发建设的梦之悦花园项目、昆山长泰置业有限公司在其开发建设的尚滨花园项目销售过程中，大幅度降价销售，該部門決定对兩個项目暂时关闭网签。
2023年8月30日起，中國多個城市開始實行认房不认贷的政策，即只要家庭成员名下无住房，无论是否曾经贷款买房，银行就可以按首套住房执行住房貸款政策。9月7日，南京取消限购，並將首套房首付降至两成。大连解除限购政策，放开限售政策。9月8日，苏州对于购买120平方米及以上商品住房不再进行购房资格审核。9月11日，青岛全域取消住房限购限售。9月25日，首套存量房贷利率下调启动。截至9月末，有95个城市下调了首套房贷利率下限，24个城市取消了下限。11月21日，广州成首个取消土拍限价一线城市。
截至2023年12月，包括广州在內的18个城市取消土地限价、恢复“价高者得”。广州還放开120平方米以上住房限购。
2024年1月12日，住房城乡建设部、金融监管总局联合发布《关于建立城市房地产融资协调机制的通知》，要求协调机制应根据房地产项目的开发建设情况，提出可以给予融资支持的房地产项目名单，並向本行政区域内金融机构推送。
2024年1月29日，香港高等法院对恒大集团下达清盘令。消息公布后，恒大股票跌幅扩大至20.87%，其后同系公司均停牌，恒大汽车停牌前跌18%，恒大物业跌2.5%。
2024年1月31日起，在上海连续缴纳社会保险或个人所得税已满5年及以上的非上海户籍居民，可在上海外环以外区域（崇明区除外）限购1套住房。江苏省苏州市全面取消住房限购措施，户籍与非户籍蘇州市民均可不限制套数购买。
2024年2月4日开始，各地房屋管理部门开始建立以城市为核心的房地产融资协调机制，对于在“白名单”内的项目提供融资支持，以缓解房企资金紧张问题。，商业银行对全部首批“白名单”项目於3月末完成审查。
2024年3月14日，杭州全面取消二手房限购，不再审核购房人资格。4月8日，广州住房公积金管理中心将家庭公积金贷款最高额度提高至156万元。中國多個城市取消首套房商贷利率下限。4月23日起，北京离婚不满一年且名下无房的购房者，可执行首套房贷利率。4月29日起，成都取消限購。4月30日，天津户籍居民在天津市内六区购买单套120平方米以上新建商品住房的，不再核验购房资格。5月9日，杭州、西安全面取消住房限购。南京實施买房即落户政策。中國大陸仅六地仍然执行住房限购政策。
2024年5月17日，中国人民银行、国家金融监督管理总局決定將首套住房商业性个人住房贷款最低首付款比例调整为不低于15%，二套住房商业性个人住房贷款最低首付款比例调整为不低于25%。多地跟进下调公积金房贷利率。湖北和廣州取消房贷利率政策下限。6月26日，北京將首套房首付最低調低至两成，公积金最高可贷160万。
2024年6月27日，北京鬆綁樓市，購買首套住房，最低首付款比例調整為不低於20%，貸款利率下限調整為不低於相應期限貸款市場報價利率(LPR)減45個點子，調整後5年期以上房貸利率下限目前為3.5%。7月5日，南京取消商品住房项目公证摇号销售要求。7月，沈阳、兰州、鄭州等城市取消新建商品住房销售限价。
2024年9月26日，中共中央總書記習近平主持召開中共中央政治局會議，宣布降低存款準備率，實施有力度的降息，促進中國房地產市場止跌回穩。9月27日，上海和深圳两地计划取消购房限制以调控低迷的房地产市场。自9月30日起，廣州取消居民家庭购买住房的各项限购政策。10月1日起，北京执行新政策，降低了商业性个人住房贷款房贷最低首付款比例，提高了部分人群公积金可贷款额度，缩短了非京籍家庭购房所需缴纳社保或个税年限等。10月16日，天津取消取消住房限制性措施。2024年10月，四川成都市政府征求意见，位于成都的外来人口只要在该市买房即可改变户口，将赋予购房者永久居住权等市民权利。
2025年3月31日起，南京取消房屋限售。這一連串放鬆，意味著習近平當局一直推行的「房住不炒」政策事實上被終止，不過鑑於整體已經進入熊市，房價仍在回調合理價位的路上，即使已經放開了多數管制工具，直到2025年房價仍舊在去除泡沫中。
2025年8月9日，北京继续松绑楼市，解除了在该市五环外购买商品住房（含新建商品住房和二手住房）的套数限制，修改了首套和二套房的判定方法，提高了二套房公积金贷款最高额度等。新政策使北京五环外楼市有所回暖。

## 市场运行

### 市场主体
根据国家统计局2019年数据显示，中国大陆房地产企业达到99544家，其中内资企业有95691家、港澳台投资企业2664家、外商投资企业1189家；在内资企业中，国有企业有671家，集体企业有230家，其余则为民营企业。
根据天眼查《房地产行业企业数据报告》，2020年前三季度中国大陆新增房地产相关企业已经超过30万家，同比增长11.91%。在城市布局上，新增房地产企业主要集中在一二线城市和新一线城市，其中一线城市新增房企数量超过3.4万家，同比增长17.42%，新一线城市则保持稳定，二线城市则同比增长25.63%。在空间分布上，房地产企业增量主要集中在华东和华南地区，但西南地区的同比增长位列第一，广东、山东、江苏分别位列房企数量前三甲，省份人口数量和房地产相关企业数量呈现正相关关系。在二手房市场，合计存在60万家二手房相关企业，2020年前三季度二手房相关企业新增超过13万家，其中广东省拥有超过七万家二手房相关企业，前三季度新增6万家二手房相关企业，在各省中保持前列。在住房租赁市场，随着国家出台政策鼓励租赁市场发展，《中国流动人口发展报告》显示超过2/3的流动人口选择租房，租房企业的年度注册量和增速都呈现上升趋势，合计注册有90万余家房屋租赁相关企业，2019年年度新增近18万家，增速达到21.18%；全国范围内，房屋租赁企业最多的是广州市，拥有超过6700家租赁企业；然而长租公寓领域机遇与挑战共存，经历了从无到有的过程，全国范围内存在900多家长租公寓相关企业，其中65%为有限责任公司，其余多为个体工商户，2018年以来长租公寓“暴雷”不断，据统计全国约22%的长租公寓存在过经营异常，15%的相关企业已注销或吊销，另外近5%的企业受到过行政处罚或有过严重违法行为。在物业管理行业，中国大陆共有超212万家物业相关企业，其中约3成注册资本达千万，地域上以广东省最多。2020年装修行业注册总数从2011年的61.2万家增长到495万家，保持持续快速增长。搬家相关公司合计6.5万家，自2016年起保持24%以上的注册增速，然而在2020年出现了负增长。

### 政府干预
自1998年以来，中国大陆房地产调控政策一共经历了六轮政策周期，其政策目标不外乎稳定房价、稳定经济。1998年随着福利分房退出历史舞台，政府出台一系列政策支持房地产市场，房价平稳增长；然而随着2003年房价开始快速上涨，2003-2005年商品房均价增速由3.82%上涨到16.75%，2003年国务院颁布《国务院关于促进房地产市场持续健康发展的通知》开始着手抑制房价上涨，然而难以抑制房价上涨的趋势。2008年全球金融危机爆发后，中国大陆经济及房地产市场受到严重打击，房价出现大幅下跌，国务院于12月发布《关于促进房地产市场稳定健康发展的若干意见》以刺激房地产市场，保障经济增长，然而随着中国大陆在四万亿拉动下快速恢复，房价和居民杠杆率同步上升，2009-2010年国务院陆续出台“国四条”和“国十条”政策，最终房价开始出现下降趋势；2014年5月首次出现70个大中城市新建商品住宅价格环比下跌，房地产库存明显上升，政府出台相对宽松的政策鼓励消化库存，但也导致了房价快速上涨。2016年以来，政府开始限制房地产企业及相关金融机构债务扩张，并强调“房住不炒”，在各大城市区域限购、上调房贷利率以压制房价上涨。
然而由于分税制改革后地方财权和事权不一致，地方政府依赖于土地来补贴财政，而房地产市场发展有利于地方政府提高财政收入、提升官员政绩，因此地方政府更有动机促进房地产市场发展，面对中央调控政策往往下有对策。在土地供应过程中，地方政府垄断土地供应权利，而银行乐见资产价格上涨，且房地产贷款在社会信贷中占比巨大，因此政府和银行都不愿意房地产市场走衰，缺乏动力来执行中央的调控政策，例如在2007年中央政府密集出台政策控制房贷的同时，呼和浩特的地方政府则通过加大城中村改造和旧城改造的力度来主动创造市场需求。综合而言，地方政府与地产商之间的利益关系更加密切，因此中央的政策下达地方很多时候都无法发挥出应有的作用。

#### 抑制房价政策

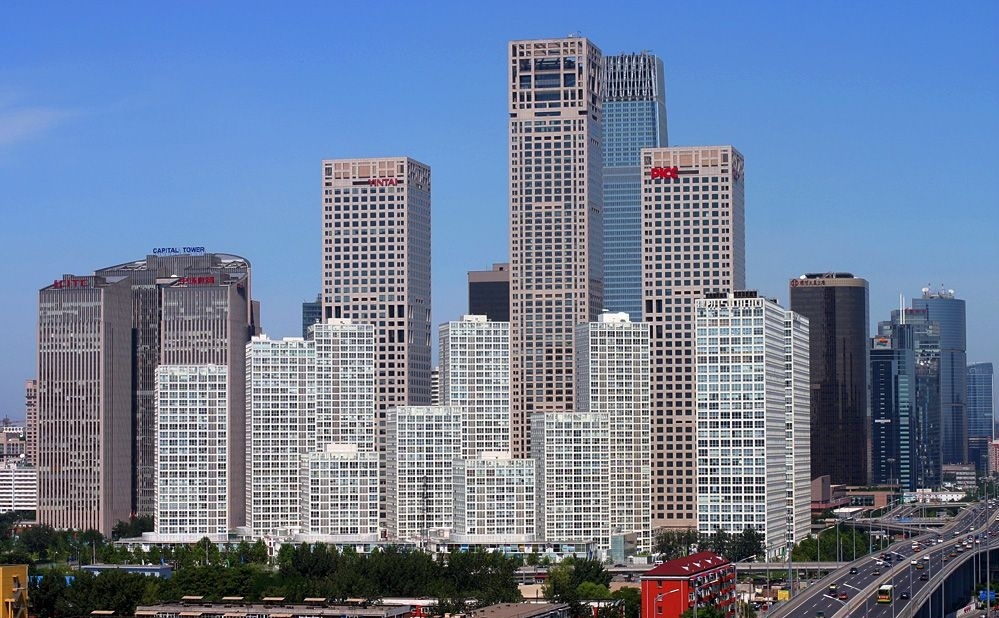
北京一個新開發區

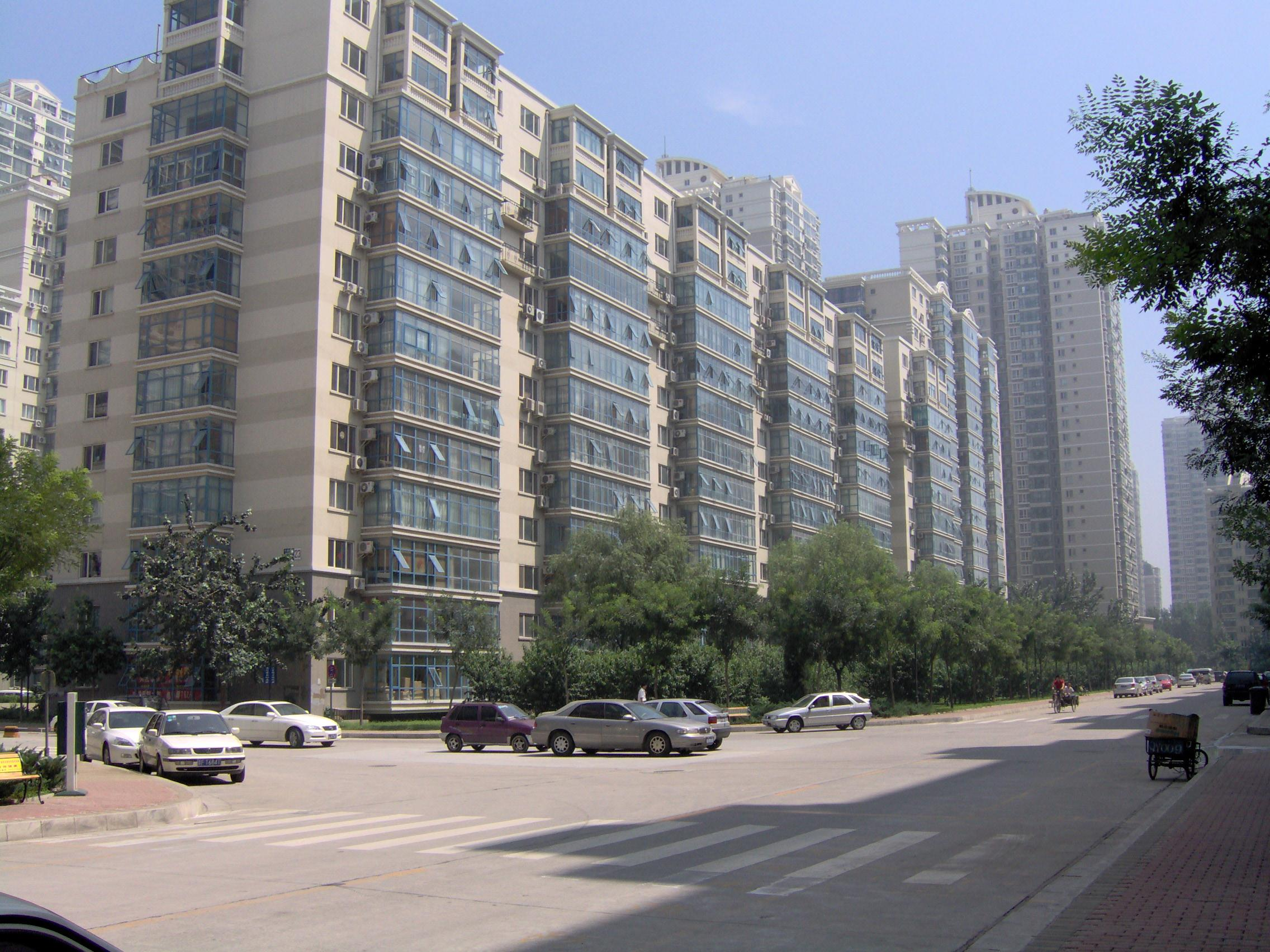
北京公寓大樓

国家研究机构的学者和大多数经济学者都认为此次中国大陆房地产泡沫堪比1991年以前的日本房地产与1997年之前的香港房地产。但是少数学者和大多数的房地产商人则坚持认为中国大陆房地产市场是不存在泡沫的，这只是长期计划体制以后的正常的上涨。但是在2003年6月中国人民银行发布了所谓121号文件以加强房地产投资管理，牵制过猛的房地产升势。但是一个月以后，国务院发布的8号令却在一定程度上抵消了前述文件的效力。房价在政府的自相矛盾中继续前进，直到2005年年初达到短期内的顶峰。但在随后的发展看来，号称“抑制房价”的政策实际上只是银行在区分客户，对贷款50万以下的拒绝，实际上是鼓励价格不到50万的房产涨价涨到50万以上去；事实上到了2005年，上海市区已经找不到50万的房子，这个价格都在很远的郊区。
2005年以来中央政府采取一系列的控制措施以期达到平抑房价平息民众不满情绪的目的。特别是七部委联合发布的《关于做好稳定住房价格工作的意见》。该意见规定，“对2年内未开工的住房项目，要再次进行规划审查”，“对持有不足2年的房地产转手交易时以交易全额征收营业税”，“加强经济适用房建设”等等。此政策对中国大陆房地产泡沫的冲击非常明显，大量消费者持币待购，对市场有很强的下降期望。在主流媒体『涨幅下跌』的声音與论调中，房价还是在继续上涨，一直涨到了2008年中的时候。此时美国次贷危机浮现，政府接下来又推出了新一轮刺激房价上涨的政策。

#### 刺激房价政策
2008下半年，受美国次级贷款危机影响以及自身调整的要求，中国大陆的房地产业开始一次普遍的调整。房地产交易量大幅萎缩，但是平均成交价格并没有下降。之后中国众多城市地方政府纷纷出台相关政策直接补贴开发商，并放宽了征地政策，部分城市甚至允许开发商分期付款拿地。
之后不久，中央政府宣布将首次购房的按揭首付比例降低至20%，并允许按揭利率最低可以执行同期贷款利率的70%。并大幅减免了购房契税。同时对之前地方政府出台的“救市”政策予以肯定。这普遍被解读为中央政府开始放弃之前的抑制房价政策，转为重新希望通过刺激楼市来刺激中国经济。但也有人认为在中国房地产泡沫并未破裂之时便放弃对房价的抑制，会埋下更大的隐患。
2009年，政府为了保证经济增长达到8%的增幅目标，放开了银行信贷，以适度宽松的货币政策，新增贷款10兆人民币。由于国际经济环境低迷，国内可投资行业单一，大量资金涌入了股市和楼市，股市从2008年低点1700点上升至2009年7月的3130点，楼市由于开发商资金充裕，又掀起了一波涨价风潮，地价楼价很快超过07年的高点，有观点认为：“以2009年的价格来看，2007年还是太便宜了”。截至2009年底，甚至有大城市的房价租售比达到了不可思议的1：574。

### 国际投资
中国大陆海外房地产投资起步较晚，在2009年开始迎来了高速发展期。中国投资者在海外置业的投资额从2009年的6亿美元快速增长到383亿美元，年均增长超过100%。2014年，中国大陆海外房地产投资额首次超过新加坡成为亚洲第一，2015年中国大陆海外房地产投资总额仅次于美国、加拿大和德国，位列世界第四。根据戴德梁行数据显示，在2017年前五个月中，中国大陆海外房地产投资额达到了170亿元，仅次于美国的190亿元位列世界第二。从地域上看，中国大陆对外房地产投资大部分流入香港地区，此外主要集中于北美、欧洲、澳洲和东南亚等地区；具体到城市，资本主要集中于诸如纽伦港等国际大都会，香港的投资占比则从2010年的八成降至2014年的四成，但在2015年随着香港政策调整和资产价格下跌，这一占比又回升到七成以上。根据戴德梁行数据，2016年中国大陆对外房地产投资首选则为美国，占到海外投资额的48%，香港则回落到17%位列第二。中国大陆的投资者在资产类别上较为青睐国际大都会的写字楼与土地开发，倾向于收益率较为稳定的收购成熟物业方式。中国大陆房地产企业也随着个人投资浪潮向海外扩张，大部分企业倾向于和当地企业合作开发，强调国际化品牌的企业则倾向于独立竞购、开发或绝对控股。 
来自中国的投资者已经是全球最大的跨境房地产投资者群体之一，2015年中国买家在美国置业投资286亿美元，中国也因此成为了在美房地产第一大投资国。在澳大利亚，中国买家也位居榜首，在2015-16年置业投资320亿澳元。 其他估计显示，2016 年中国国际房地产投资为330亿美元，较2015年增长53%。根据居外IQI集团的数据显示，中国大陆买家关注度前十的国家包括英国、美国、加拿大、澳大利亚、日本、马来西亚、泰国、越南、菲律宾和阿联酋。

### 金融风险
早在2004年房价开始上涨之时，学术界就对中国大陆房地产业是否存在泡沫进行了广泛讨论，但各方各执一词难有定论，随着房价进一步上涨社会多数都认为房价已经超出了居民收入的合理承受范围之内，中国大陆房地产存在泡沫。2016年中共政治局罕见提出“抑制资产泡沫”，直指房地产市场。2021年3月2日，中国银保监会主席郭树清称“房地产是金融风险方面最大灰犀牛”，房地产金融化、泡沫化倾向较强，批评很多人买房是为了投资或投机，并举例2008年次贷危机前美国房地产抵押贷款超过当年GDP的32%，而2021年中国大陆房地产相关贷款占银行业贷款的39%，还有大量债券、股本、信托等资金进入房地产行业。在政策遏制下，2020年房地产贷款增速8年来首次低于各项贷款增速。
2022年江西景德镇恒大珑庭项目业主宣布集体强制停贷，引发了全国范围的房地产停贷断供潮。
2018年以来，租房企业借用租金贷从客户手中攫取资金，不顾自身流动性风险肆意加杠杆，最终导致自身破产，引发了住房租赁市场一些列社会影响。住建部从2019年开始宣布收紧租房公司的贷款额度，并限制租户贷款的租金收入比例，以遏制租房市场的金融风险。

## 社会影响

### 贫富分化
住房是中国大陆城市家庭的重要资产，具备着消费和资产的双重属性，影响着个人的社会地位和机遇。吴开泽、方长春等学者认为，福利住房产权化和住房商品化双轨并行的住房市场化模式在降低体制割裂的住房不平等的同时，加剧了精英阶层与普通劳工之间的住房差异，同时也延续了体制内人员的住房优势。住房市场化显著改善了措施家庭住房条件，然而也拉大了代际、阶层间住房差异。与本地居民相比，城市移民在收入上并无弱势，住房上处于明显劣势，而这种住房差异独立于劳动市场，随着时间增长而加剧，并在代际间传递。
1998年住房制度改革后，住房作为投资品的属性逐渐越发显著，随着2009年政府出台大规模经济刺激政策，住房也从消费品转化为投资品，这一趋势也加剧了住房不平等，成为了中国大陆社会贫富分化的重要标志。根据北京大学调查显示，中国大陆城市家庭资产中住房占比达80%，家庭净资产基尼系数达到了0.73。张海东、杨城晨等人在2017年的研究显示，中国大陆的城市内部也出现了基于住房而形成的财富分层。在改革开放初期，城市居民主要以体制内员工为主，随着住房商品化推行，无论体制内外人员都需要购买房屋产权，因此住房商品化一定程度上打破了体制导致的不公平，但是体制外人员购买房产价格仍然要高于体制内人员，获得住房也更为困难。1998年住房制度改革后城市居民只能通过市场获取房产，因此住房不平等主要来源于家庭财产和劳动力市场，然而由于原先城市居民利益分配格局的不平等，各阶层间住房分化加剧。体制分割和市场分化导致了住房分化机制相当复杂。随着房价持续上涨，并且投资回报率长期高于同期其它投资，因此住房也成为了收入、财产和社会分化的助推器，住房产权的不平等也演化为住房资产的不平等。在2008年金融危机后，房地产开发和居民购房都高度依赖于信贷，引导居民部门杠杆率加剧，高收入者和拥有更多资产者更加受到金融机构青睐、能通过金融杠杆扩大住房差距，因此社会财富从无房者向多套住房者、从后获住房者向已获住房者转移。

### 教育公平
中国大陆教育资源存在和区域分布不均衡的现象，随着2014年2月18日教育部下发通知，要求各地做好义务教育免试就近入学工作，以往学生入学所能凭借的奥数、关系都没有就近的房子管用，因此学区房的概念应运而生。学区房在某种意义上是房地产市场和教育不公平的衍生品。学区房作为投资品，既解决了孩子的教育问题，在解决完教育问题之后又可以卖掉收回成本、获取收益，不论短期还是长期投资价值都较之一般房产来得高，因此受到了家长和投资者的青睐，价格也水涨船高——在重庆，一手学区房能够溢价8%，二手房也因就近入学政策上涨10%以上。然而如此高企的价格无疑阻碍了教育资源的均等获取，普通工薪阶层和弱势群体很难承受学区房的价格，相较之下处于教育资源的弱势地位；学区房也阻碍了这些群体通过知识改变命运的途径，拉大了社会收入差距；学区房的投资和投机行为在扰乱教育资源公平分配的同时，也影响到了房地产市场的健康发展。

### 资源浪费

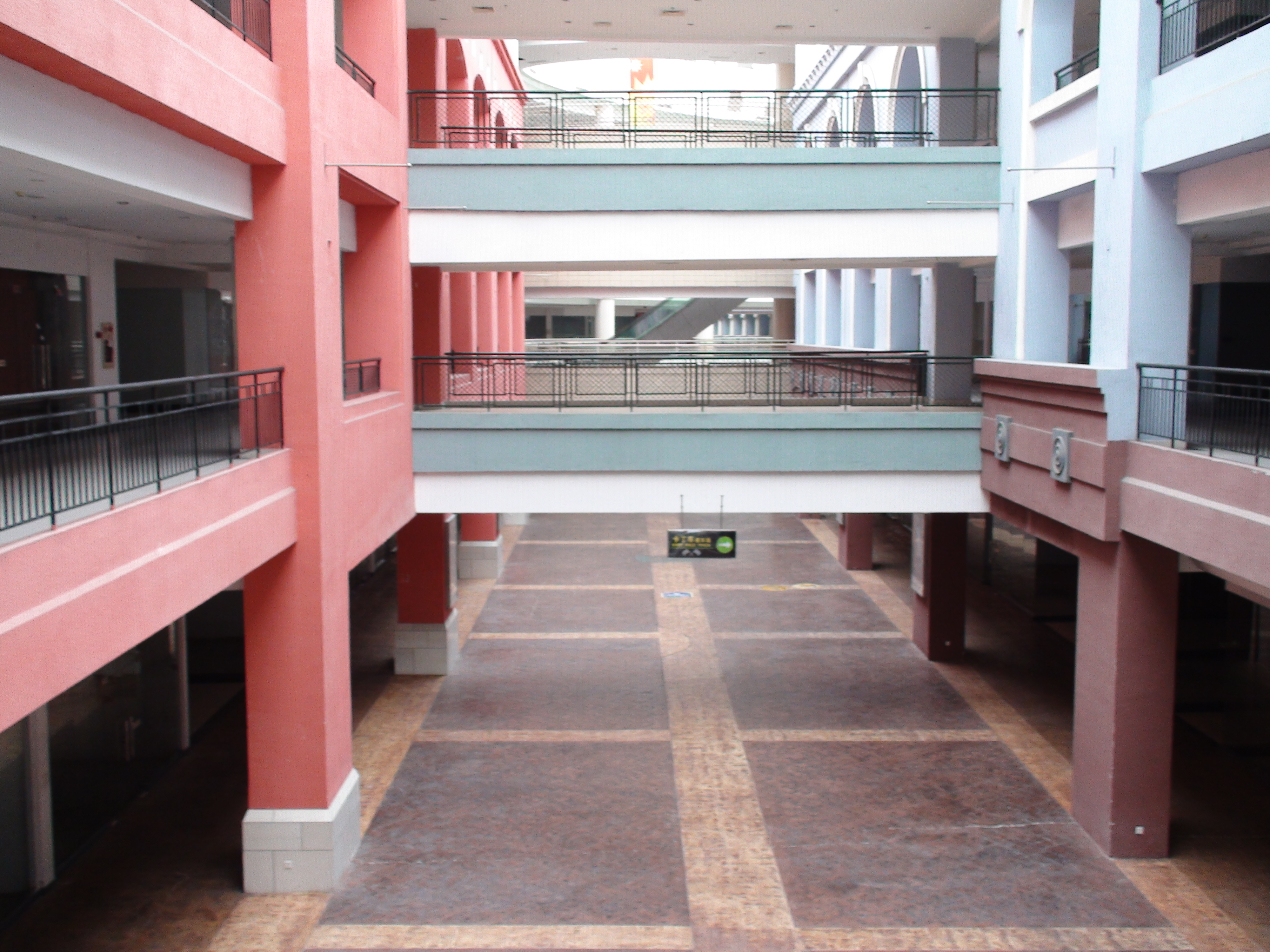
空置的新华南商城中的一条空荡荡的走廊

中国大陆房地产市场住房空置率较高，与国际相比处于较高水平。根据西南财经大学在2019年发布的报告，城镇居民住房空置率已经从2011年的18.4%上升至2017年的21.4%，多套房家庭的空置住房是住房空置率上涨的主要原因，2017年空置房总数达到了6500万套，二三线城市的空置率远远高于一线城市。调查也显示大部分空置住房都和住房抵押贷款有关，这些空置住房占有了大量贷款资源，同时也蕴含着金融风险。
自2010年以来，所谓“空城”或“鬼城”的说法就屡屡见诸报端，诸如鄂尔多斯康巴什新区、营口鲅鱼圈新城、天津京津新城、宁夏海原新城等新城区或是在沿海发达城市、或是在二三线城市，都曾被媒体归类为鬼城的范畴。这些鬼城一般耗资巨大，开发规模大，且远离老城区，产业结构单一，人气严重不足。2015年百度大数据实验室的一项研究通过时空数据分析挖掘得出来50座“鬼城”，其中既包括了康巴什等媒体集中报道的“鬼城”，还识别出来天津滨海新区、浙江萧山等地区“鬼城”现象。2014年底，国际货币基金组织开始警告中国房地产行业供应过剩，尤其是二三线城市的房地产供应状况不容乐观，对整体经济造成潜在不良影响。

## 流行文化

### 广告乱象
随着中国大陆房地产市场的崛起，开发商为了卖出楼盘大肆宣传炒房，广告语充斥着过度夸张的虚假宣传和消费主义倾向。2020年北京青年报的一篇报道中曾经如此描述房地产广告的宣传手法：有的开发商拿地不久，广告就会介入，规划尚不清晰、设计尚不明朗，就要将一片荒地描绘得“高端舒适”，十分考验广告设计者的“想象力”：“稀缺楼盘，坐拥宁静”，其实是“项目偏僻，人气不足”；“湖景洋房，水景园林”，其实是“有个小水坑，坑边有围栏”。在平面媒体高大上宣传语背后往往都是难以启齿的潜台词，甚至有开发商不惜伪造地铁站牌以博眼球，拿还未批复的地铁线路作房子的噱头。戴世富、王颖2011年发布通过研究北京、上海、广州、武汉代表性报章，发现22%的广告都彰显购房者的社会地位，崇洋媚外和享乐主义主题的广告分别占8%和7%，梦想也占到了5%，广告中明显夸大使用价值，炒作诸如社会地位、阶级等各种符号，夸大了房屋的理想性，迎合富人的消费心理，彰显出房屋作为个人身份地位的炫耀性象征。

### 社会流行语
2016年随着中国大陆实体经济遭遇困难，与此相对炒房成为了社会话题，因此有人揶揄称“实干误国、炒房兴邦”。

### 数据
1. ↑  国家统计局,中国指数研究院. . 北京: 中国统计出版社. 2008. ISBN 978-7-5037-5561-3.
2. ↑  国家统计局,中国指数研究院. . 北京: 中国统计出版社. 2009. ISBN 978-7-5037-5896-6.
3. ↑  国家统计局,中国指数研究院. . 北京: 中国统计出版社. 2010. ISBN 978-7-5037-6188-1.
4. ↑  国家统计局,中国指数研究院. . 北京: 中国统计出版社. 2011. ISBN 978-7-5037-6430-1.
5. ↑  刘玮. . 数据. 2006, (1): 60.
6. 1 2 3  . 北京: 中国统计出版社. 2020. ISBN 978-7-5037-9225-0.
7. ↑  . 北京: 中国统计出版社. 1999. ISBN 7-5037-2920-1.
8. ↑  . 北京: 中国统计出版社. 2001. ISBN 7-5037-3487-6.
9. ↑  . 北京: 中国统计出版社. 2006. ISBN 978-7-5037-5001-4.
10. ↑  . 北京: 中国统计出版社. 2007. ISBN 978-7-5037-5124-0.
11. ↑  . 北京: 中国统计出版社. 2008. ISBN 978-7-5037-5530-9.
12. ↑  . 北京: 中国统计出版社. 2009. ISBN 978-7-5037-5800-3.
13. ↑  . 北京: 中国统计出版社. 2010. ISBN 978-7-5037-6070-9.
14. ↑  . 北京: 中国统计出版社. 2011. ISBN 978-7-5037-6351-9.
15. ↑  . 北京: 中国统计出版社. 2012. ISBN 978-7-5037-6693-0.
16. ↑  . 北京: 中国统计出版社. 2013. ISBN 978-7-5037-6963-4.
17. ↑  . 北京: 中国统计出版社. 2014. ISBN 978-7-5037-7280-1.
18. ↑  . 北京: 中国统计出版社. 2015. ISBN 978-7-5037-7638-0.
19. ↑  . 北京: 中国统计出版社. 2016. ISBN 978-7-5037-7917-6.
20. ↑  . 北京: 中国统计出版社. 2017. ISBN 978-7-5037-8253-4.
21. ↑  . 北京: 中国统计出版社. 2018. ISBN 978-7-5037-8587-0.
22. ↑  . 北京: 中国统计出版社. 2019. ISBN 978-7-5037-8897-0.

### 文献
1. ↑  . www.sohu.com.   [2021-12-14] （英语）.[]
2. 1 2 3  陈龙乾,许鹏,张志杰,陈龙高. . 中国矿业大学学报(社会科学版). 2003, (4): 103-110.
3. ↑  . zqb.cyol.com.   [2021-12-10]. （原始内容存档于2020-01-20）.
4. ↑  胡天祥. . 时代周报 (南方出版传媒有限公司). 2020-08-25  [2021-07-06]. （原始内容存档于2021-07-08）.
5. ↑  杨, 慎. . 中国房地产业. 2023-07-24, 2003年 (7期): 24-25  [2024-01-16]. （原始内容存档于2024-01-16） –掌桥科研.
6. ↑  张其仔. . 内部文稿. 1997, (10): 24-26  [2021-06-30]. （原始内容存档于2021-07-08）.
7. ↑  . www.cred.com.   [2024-01-16]. （原始内容存档于2024-01-16）.
8. ↑  . www.jiemian.com.   [2024-01-16]. （原始内容存档于2024-01-16）.
9. ↑  . gzw.xiangyang.gov.cn.   [2024-01-16].
10. ↑  . www.ce.cn.   [2021-12-10]. （原始内容存档于2021-12-10）.
11. ↑  . 中国人大. 2005-07-08  [2020-10-10]. （原始内容存档于2020-04-20）.
12. ↑  张忆. . 环球企业家. 2008-09-04  [2021-07-05]. （原始内容存档于2008-10-24）.
13. ↑  千龙;杨凯. . 中国产经新闻报. 2008-12-18.
14. ↑  . www.gov.cn.   [2021-12-10]. （原始内容存档于2021-10-29）.
15. ↑  . www.gov.cn.   [2021-12-11]. （原始内容存档于2021-12-11）.
16. ↑  . www.xinhuanet.com.   [2021-12-11]. （原始内容存档于2021-12-11）.
17. ↑  . house.people.com.cn.   [2021-12-11]. （原始内容存档于2021-12-12）.
18. ↑  . www.yicai.com.   [2021-12-11]. （原始内容存档于2021-12-12）.
19. ↑  . zj.zjol.com.cn.   [2022-02-10]. （原始内容存档于2022-02-10）.
20. ↑  .   [2022-04-24]. （原始内容存档于2022-04-24）.
21. ↑  中新财经. . 华尔街见闻. 2022-04-02  [2022-04-02]. （原始内容存档于2022-04-02）.
22. ↑  .   [2022-07-14]. （原始内容存档于2022-07-16）.
23. ↑  .   [2022-07-14]. （原始内容存档于2022-07-18）.
24. ↑  .   [2022-07-14]. （原始内容存档于2022-07-18）.
25. ↑  .   [2022-07-22]. （原始内容存档于2022-07-22）.
26. ↑  .   [2022-07-28]. （原始内容存档于2022-07-28）.
27. ↑  .   [2022-08-04]. （原始内容存档于2022-08-04）.
28. ↑  .   [2022-09-30]. （原始内容存档于2022-10-05）.
29. ↑  .   [2022-10-01]. （原始内容存档于2022-10-05）.
30. ↑  .   [2022-10-03]. （原始内容存档于2022-10-07）.
31. ↑  .   [2022-11-24]. （原始内容存档于2022-12-03）.
32. ↑  . 证券时报官方网站-中国资本市场信息披露平台. 2023-04-04  [2023-04-04]. （原始内容存档于2023-04-05） （中文）.
33. ↑  .   [2022-08-05]. （原始内容存档于2022-08-05）.
34. ↑  .   [2023-01-06]. （原始内容存档于2023-01-06）.
35. ↑  . 界面新闻-只服务于独立思考的人群-Jiemian.com.   [2023-05-09]. （原始内容存档于2023-06-06） （中文）.
36. ↑  . Radio Free Asia. 2023-08-30  [2023-08-31]. （原始内容存档于2023-09-20） （中文）.
37. ↑  . m.thepaper.cn. 2023-09-08  [2023-09-08]. （原始内容存档于2023-09-08） （中文）.
38. ↑  . 2023-09-07  [2023-09-08]. （原始内容存档于2023-09-08） （中文）.
39. ↑  . 手机新浪城市频道_手机新浪网. 2023-09-11  [2023-09-11] （中文）.
40. ↑  . 中国网地产-中国互联网新闻中心房地产门户,权威房地产信息资讯平台. 2023-09-11  [2023-09-11] （中文）.
41. ↑  . 21经济网. 2023-09-25  [2023-09-25] （中文）.
42. ↑  . 新华网_让新闻离你更近. 2023-11-28  [2023-11-28]. （原始内容存档于2023-11-28） （中文）.
43. ↑  . 新浪财经_手机新浪网. 2023-11-22  [2023-11-22] （中文）.
44. ↑  . stcn.com. 2023-12-06  [2024-01-10]. （原始内容存档于2024-01-10） （中文）.
45. ↑  . 新京報. 2024-01-27  [2024-01-27]. （原始内容存档于2024-01-27） （中文）.
46. ↑  . 证券时报官方网站-中国资本市场信息披露平台. 2024-02-08  [2024-02-11]. （原始内容存档于2024-02-12） （中文）.
47. ↑  . 联合早报. 2024-01-29  [2024-01-29]. （原始内容存档于2024-01-29）.
48. ↑  . 自由亚洲电台. 2024-01-29  [2024-01-29]. （原始内容存档于2024-02-03）.
49. ↑  . 澎湃新闻-专注时政与思想-ThePaper.cn. 2024-01-30  [2024-01-30]. （原始内容存档于2024-02-03） （中文）.
50. ↑  . 联合早报. 2024-01-30  [2024-01-30]. （原始内容存档于2024-01-30） （中文）.
51. ↑  . www.news.cn.   [2024-02-05]. （原始内容存档于2024-02-05）.
52. ↑  . 新浪财经_手机新浪网. 2024-04-17  [2024-04-17]. （原始内容存档于2024-04-17） （中文）.
53. ↑  . 中国新闻网. 2022-11-30  [2024-03-14]. （原始内容存档于2024-03-14） （中文）.
54. ↑  . 深圳第一新闻门户网站——深圳新闻网. 2024-04-08  [2024-04-08]. （原始内容存档于2024-04-09） （中文）.
55. ↑  . 新华财经-中国金融信息网. 2024-04-07  [2024-04-10] （中文）.
56. ↑  . 中国新闻网_梳理天下新闻. 2024-04-23  [2024-04-23]. （原始内容存档于2024-05-12） （中文）.
57. ↑  . 澎湃新闻. 2024-04-28  [2024-04-28]. （原始内容存档于2024-04-28） （中文）.
58. ↑  . 21经济网.   [2024-04-30]. （原始内容存档于2024-04-30） （中文）.
59. ↑  . 财经首页 - 东方财富网. 2024-05-09  [2024-05-09]. （原始内容存档于2024-05-09）.
60. ↑  . 新华网. 2024-05-09  [2024-05-09]. （原始内容存档于2024-05-10） （中文）.
61. ↑  . 新浪财经_手机新浪网. 2024-05-11  [2024-05-11]. （原始内容存档于2024-05-11） （中文）.
62. ↑  . 新闻频道. 2024-05-09  [2024-05-09]. （原始内容存档于2024-05-09） （中文）.
63. ↑  . 新华网. 2024-05-17  [2024-05-17]. （原始内容存档于2024-05-21） （中文）.
64. ↑  . 财经首页 - 东方财富网. 2024-05-18  [2024-05-18]. （原始内容存档于2024-05-18）.
65. ↑  . 澎湃新闻-专注时政与思想-ThePaper.cn. 2024-05-23  [2024-05-23]. （原始内容存档于2024-05-23） （中文）.
66. ↑  . 中国网新闻中心. 2024-05-28  [2024-05-28]. （原始内容存档于2024-05-28）.
67. ↑  . 第一财经_专业创造价值. 2024-06-26  [2024-06-26]. （原始内容存档于2024-08-14） （中文）.
68. ↑  . etnet 經濟通. 2024-06-27  [2024-06-27]. （原始内容存档于2025-01-23）.
69. ↑  . 北京住房公积金管理中心. 2024-06-26  [2025-08-15]. （原始内容存档于2025-04-24） （中文（简体））.
70. ↑  . 北京市住房和城乡建设委员会. 2024-06-26  [2025-08-15]. （原始内容存档于2024-06-26） （中文（简体））.
71. ↑  . 新京报. 2024-07-06  [2024-07-06]. （原始内容存档于2024-07-06） （中文）.
72. ↑  . 每经网. 2024-07-31  [2024-07-31]. （原始内容存档于2025-01-18） （中文）.
73. ↑  . Reuters. 2024-09-27  [2024-09-28].
74. ↑  . 新华网_让新闻离你更近. 2024-09-29  [2024-09-29]. （原始内容存档于2025-02-06） （中文）.
75. ↑  . 北京市住房和城乡建设委员会. 2024-09-30  [2025-08-15]. （原始内容存档于2025-08-15） （中文（简体））.
76. ↑  . 北京市住房和城乡建设委员会. 2024-09-30  [2025-08-15]. （原始内容存档于2024-10-02） （中文（简体））.
77. ↑  . 新华网_让新闻离你更近. 2024-10-16  [2024-10-16] （中文）.
78. ↑  Zuo, Mandy. . South China Morning Post. 2024-10-28  [2024-10-28]. （原始内容存档于2025-02-05）.
79. ↑  . 联合早报. 2025-03-31  [2025-03-31] （中文）.
80. ↑  . 香港01. 2024-09-26  [2024-09-26].
81. ↑  . am730. 2024-09-26  [2024-09-26]. （原始内容存档于2024-09-27）.
82. ↑  . Yahoo Finance. 2025-05-03  [2025-05-11] （中文（臺灣））.
83. ↑  . 北京住房公积金管理中心. 2025-08-08  [2025-08-15]. （原始内容存档于2025-08-15） （中文（简体））.
84. ↑  陈潇. . 证券日报. 2025-08-12  [2025-08-15]. （原始内容存档于2025-08-15） （中文（简体））.
85. ↑  天眼查. . 2020-10-22  [2021-07-05]. （原始内容存档于2021-07-08）.
86. ↑  国务院办公厅. . 中国政府网. 2009-12-14  [2021-07-07]. （原始内容存档于2020-09-13）.
87. ↑  郭卫东. . 消费导刊. 2007, (11): 68-69  [2021-07-05]. （原始内容存档于2013-09-16）.
88. ↑  银行二手房贷降低门槛1990年为分水岭不强制 的存檔，存档日期2010-05-27.
89. ↑  .   [2009-05-22]. （原始内容存档于2011-04-08）.
90. ↑  .   [2009-05-22]. （原始内容存档于2009-01-31）.
91. 1 2  . Juwai.com.   [2021-07-04]. （原始内容存档于2021-03-01）.
92. ↑  邓小鹏,赵超,常腾原. . 建筑经济. 2017, (5): 12-16.
93. ↑  . nar.realtor. National Association of Realtors.   [11 May 2017]. （原始内容存档于2017-01-29）.
94. ↑  Tan, Su-Lin. . afr.com. Australian Financial Review.   [11 May 2017]. （原始内容存档于2018-12-12）.
95. ↑  Sheng, Ellen. . Forbes.   [11 May 2017]. （原始内容存档于2020-08-06）.
96. ↑  张川川,贾珅,杨汝岱. . 世界经济. 2016, (2): 120-141  [2021-07-02]. （原始内容存档于2021-07-08）.
97. ↑  计思敏. . 澎湃新闻. 2016-07-27  [2021-06-30]. （原始内容存档于2016-11-06）.
98. ↑  冯樱子. . 华夏时报 (华夏时报社). 2021-03-02  [2021-07-02]. （原始内容存档于2021-06-28）.
99. ↑  . 中国房地产网 (中房网). 2022-07-13  [2022-07-13]. 原始内容存档于2023-02-09.
100. ↑  肖云祥. . 城市开发. 2020, (20): 66-68  [2021-07-02]. （原始内容存档于2021-07-08）.
101. ↑  Reuters Staff. . 路透社. 2019-12-25  [2021-07-02]. （原始内容存档于2020-02-17） （英语）.
102. 1 2  吴开泽. . 社会学研究. 2019, (6)  [2021-07-02]. （原始内容存档于2021-07-14）.
103. ↑  吴开泽. . 澎湃新闻. 2020-10-03  [2021-07-02]. （原始内容存档于2021-07-08）.
104. ↑  邓婷. . 新华网·重庆频道·今日关注 (新华社). 2014-08-29  [2021-07-05]. （原始内容存档于2020-08-08）.
105. ↑  顾新月. . 新西部. 2019, (3): 146-146.
106. ↑  甘犁.  (PDF) (报告). 西南财经大学中国家庭金融调查与研究中心. 2019-04-12. （原始内容存档 (PDF)于2021-02-13）.
107. ↑  金美兰. . 城市建设理论研究（电子版）. 2013, (35)  [2021-07-03]. （原始内容存档于2021-07-08）.
108. ↑  Chi, Guanghua; Liu, Yu; Wu, Haishan. . ArXiv. 2015  [2021-07-03]. （原始内容存档于2021-07-08）.
109. ↑  Strub, Doug. . Business Now. 4 December 2015  [2021-06-30]. （原始内容存档于2020-09-26）.
110. ↑  斯传. . 北京青年报 (北京青年报社). 2020-10-12  [2021-07-04]. （原始内容存档于2020-11-28）.
111. ↑  戴世富,王颖. . 当代传播. 2011, (2): 104-106.[]
112. ↑  黄以谦. . 中时新闻网 (旺旺中時媒體集團). 2016-06-09  [2021-07-04]. （原始内容存档于2021-07-08）.